# Грушевое (Крым)
Гру́шевое (до 1948 года Кара́-Кия́т, до 1962 года Фруктовое; укр.  Грушеве, крымскотат. Gruşevoye) — село в Симферопольском районе Республики Крым, входит в состав Мирновского сельского поселения (согласно административно-территориальному делению Украины — Мирновского сельского совета Автономной Республики Крым).

## Население
| 2001 | 2014 |
| ---- | ---- |
| 90   | ↗96  |

Всеукраинская перепись 2001 года показала следующее распределение по носителям языка
| Язык        | Процент |
| ----------- | ------- |
| русский     | 91,11   |
| украинский  | 6,67    |
| белорусский | 1,11    |

### Динамика численности
| - 1805 год — 186 чел. - 1864 год — 6 чел. - 1889 год — 133 чел. - 1892 год — 7 чел. - 1902 год — 96 чел. - 1915 год — 0/62 чел. | - 1926 год — 143 чел. - 1939 год — 138 чел. - 1989 год — 127 чел. - 2001 год — 90 чел. - 2014 год — 96 чел. |

## География
Село Грушевое расположено в самом центре района, фактически — северо-западная окраина Симферополя (от центра города — 11 км), железнодорожная станция Симферополь-Пассажирский — примерно в 5 километрах. Находится на правом берегу Салгира, в 200 м от шоссе в аэропорт, высота центра села над уровнем моря — 205 м.

## Современное состояние
На 2018 год в Грушевом, согласно КЛАДР, улиц и переулков не числится, на сайте поселения сообщается об 1 улице и 111 жителях, в книге «Города и сёла Украины. Автономная Республика Крым. Город Севастополь. Историко-краеведческие очерки» в составе сельсовета Грушевое вообще не записано. Связано автобусным сообщением (маршрутными такси) с Симферополем.

## История
Во время Крымского ханства, конце XVIII века, северо-западнее Акмечети, в долине Салгира, располагалось большое поселение Кыят, или Кият, состоявшее из 4 относительно самостоятельных участков, записанных в Камеральном Описании Крыма… 1784 года, как Кыят Сарай Кесек, Кыят Пазарджик Кесек, Кыят Бакаджик Кесек и Кыят Онджи Кесек Акмечетского кадылыка Акмечетского каймаканства. После присоединения Крыма к России (8) 19 апреля 1783 года, (8) 19 февраля 1784 года, именным указом Екатерины II сенату, на территории бывшего Крымского Ханства была образована Таврическая область и деревни были приписаны к Симферопольскому уезду. После Павловских реформ, с 1796 по 1802 год, входила в Акмечетский уезд Новороссийской губернии. По новому административному делению, после создания 8 (20) октября 1802 года Таврической губернии, Кыяты были включены в состав Кадыкойскои волости Симферопольского уезда.
В Ведомости о всех селениях в Симферопольском уезде состоящих с показанием в которой волости сколько числом дворов и душ… от 9 октября 1805 года деревни впервые документально зафиксированны под устоявшимися названиями и в деревне Кары-Кият записан 21 двор и 186 жителей, исключительно крымских татар. На военно-топографической карте генерал-майора Мухина 1817 года обозначен Карыкият с 28 дворами. После реформы волостного деления 1829 года Кара-Кият, согласно «Ведомости о казённых волостях Таврической губернии 1829 года», отнесли к Сарабузской волости. На карте 1836 года в деревне 36 дворов, как и на карте 1842 года. По свидетельству Франца Мартыновича Домбровского 1850 года в Кара-Кияте размещалось имение В. А. Муликовской.
В 1860-х годах, после земской реформы Александра II, деревня осталась в составе преобразованной Сарабузской волости. Есть данные, что в августе 1862 года в деревню прибыла группа эстонских переселенцев (несколько сот человек).
В «Списке населённых мест Таврической губернии по сведениям 1864 года», составленном по результатам VIII ревизии 1864 года, Кара-Кият — казённая татарская деревня с 2 дворами, 6 жителями и мечетью при реке Большом Салгире (на трёхверстовой карте 1865—1876 года обозначен уже хутор Кара-Кият, без указания числа дворов). Запустение деревни могло быть связано с эмиграциями татар в Турцию). В «Памятной книге Таврической губернии 1889 года» по результатам Х ревизии 1887 года записан Кара-Кият Сарабузской волости с 19 дворами и 133 жителями.
После земской реформы 1890-х годов Кара-Кият отнесли к Подгородне-Петровской волостии. По «…Памятной книжке Таврической губернии на 1892 год» в деревне Кара-Кият, входившей в Сарабузское сельское общество, числилось 7 жителей в 2 домохозяйствах. По «…Памятной книжке Таврической губернии на 1902 год» в деревне Кара-Кият, входившей в Сарабузское сельское общество, числилось 96 жителей в 1 домохозяйствах. По Статистическому справочнику Таврической губернии. Ч.II-я. Статистический очерк, выпуск шестой Симферопольский уезд, 1915 год, в деревне Кара-Кият Подгородне-Петровской волости Симферопольского уезда числилось 10 дворов с русским населением без приписных жителей, но с 62 — «посторонними», из которых 30 мужчин и 32 женщины. Жители землёй не владели, в хозяйствах имелось 70 лошадей, 40 волов, 40 коров и 600 голов мелкого скота. Согласно списку 1915 года «…русских подданных из австрийских, венгерских или германских выходцев» землевладельцев, опубликованном в газете «Таврические губернские ведомости» в апреле 1915 года, при деревне Кара-Кият значится Боос Александр Абрамович, владевший 12 десятинами пахотной, 1 десятиной неудобной, 15 десятинами садовой и 5 десятинами 1440 квадратными саженями усадебной земли.
После установления в Крыму Советской власти, по постановлению Крымревкома от 8 января 1921 года была упразднена волостная система и село включили в состав вновь созданного Подгородне-Петровского района Симферопольского уезда, а в 1922 году уезды получили название округов. 11 октября 1923 года, согласно постановлению ВЦИК, в административное деление Крымской АССР были внесены изменения, в результате которых был ликвидирован Подгородне-Петровский район и образован Симферопольский и село включили в его состав. Согласно Списку населённых пунктов Крымской АССР по Всесоюзной переписи 17 декабря 1926 года, в селе Кара-Кият, в составе упразднённого к 1940 году Бахчи-Элинского сельсовета Симферопольского района, числилось 25 дворов, из них 24 крестьянских, население составляло 143 человека, из них 99 русских, 30 украинцев, 7 армян, 3 белоруса и 3 эстонца, 1 записан в графе «прочие». По данным всесоюзная перепись населения 1939 года в селе проживало 138 человек.
В 1944 году, после освобождения Крыма от фашистов, 12 августа 1944 года было принято постановление № ГОКО-6372с «О переселении колхозников в районы Крыма» и в сентябре 1944 года в район приехали семьи новоселов из Винницкой области. С 25 июня 1946 года Кара-Кият в составе Крымской области РСФСР. Указом Президиума Верховного Совета РСФСР от 18 мая 1948 года, Кара-Кият переименовали во Фруктовое. 26 апреля 1954 года Крымская область была передана из состава РСФСР в состав УССР. Время включения в состав Мирновского сельсовета пока не установлено: на 15 июня 1960 года Фруктовое уже числилось в его составе. Указом Президиума Верховного Совета УССР «Об укрупнении сельских районов Крымской области», от 30 декабря 1962 года Симферопольский район был упразднён и село присоединили к Бахчисарайскому. Видимо, тогда же, чтобы исключить дублирование с Фруктовым, село переименовали в Грушевое (согласно справочнику «Крымская область. Административно-территориальное деление на 1 января 1968 года» — в период с 1954 по 1968 год). 1 января 1965 года, указом Президиума ВС УССР «О внесении изменений в административное районирование УССР — по Крымской области», вновь включили в состав Симферопольского. По данным переписи 1989 года в селе проживало 127 человек. С 12 февраля 1991 года село в восстановленной Крымской АССР, 26 февраля 1992 года переименованной в Автономную Республику Крым. С 21 марта 2014 года в составе Крыма аннексировано Россией.